# جاشوا نادو
جاشوا نادو (انگلیسی: Joshua Nadeau؛ زادهٔ ۱۲ سپتامبر ۱۹۹۴) بازیکن فوتبال اهل فرانسه است.
از باشگاه‌هایی که در آن بازی کرده‌است می‌توان به باشگاه فوتبال آژاکسیو و باشگاه ورزشی لیماسول اشاره کرد.